# تايلر مارشال
تايلر مارشال (بالإنجليزية: Tayler Marshall)‏ ممثل بريطاني ولد في 25 يناير 2000 في ساتون، إنجلترا، المملكة المتحدة بدأ مشواره الفني عام 2005 .

## روابط خارجية
- تايلر مارشال على موقع IMDb (الإنجليزية)
- تايلر مارشال على موقع أول موفي (الإنجليزية)
- تايلر مارشال على موقع قاعدة بيانات الفيلم (الإنجليزية)
- تايلر مارشال على موقع كينوبويسك (الروسية)

- Tayler Marshall on the Internet Movie Database

1. ↑   https://www.imdb.com/name/nm2107824/. {{استشهاد ويب}}: |url= بحاجة لعنوان (مساعدة) والوسيط |title= غير موجود أو فارغ (من ويكي بيانات) (مساعدة)